# Сичова Мирослава Іванівна
Мирослава Іванівна Сичова (* 31 березня 1957, с. Оршівці, Кіцманський район, Чернівецька область) — педагог, науковець, кандидат педагогічних наук, доцент, заслужений вчитель України

## Життєпис
Після закінчення Оршівецької восьмирічної школи вступила на дошкільний відділ Чернівецького педагогічного училища, яке закінчила в січні 1976 року.
Трудову діяльність розпочала на посаді вихователя дошкільної дитячої установи «Сонечко».
В серпні цього ж року вступила до Київського інституту ім. Горького (тепер — Національний педагогічний університет ім. Драгоманова) на дефектологічний факультет.
За роки навчання — Ленінський стипендіат, секретар комітету комсомолу факультету.
Закінчивши «на відмінно» інститут, була направлена на роботу в місто Чернівці в Першотравневий районний відділ освіти.
Пропрацювавши 5 років інспектором початкової освіти й районним логопедом, в 1985 році була запрошена на роботу до Чернівецького педагогічного училища (тепер — Педагогічний коледж Чернівецького національного університету імені Юрія Федьковича) на посаду завідувача дошкільного відділу.
З 1998 року — заступник директора з навчально-виробничої роботи, починаючи з 2003 — заступник директора з навчальної роботи.
У 2006 році захистила кандидатську дисертацію зі спеціальності «Теорія і методика професійної освіти».
Роботу в коледжі поєднує з роботою на педагогічному факультеті Чернівецького національного університету імені Юрія Федьковича доцентом кафедри педагогіки та соціальної роботи. Читає курси: «Основи дефектології та логопедії», «Теорія та методика розвитку рідної мови», «Логопедія» та «Методика розвитку мовлення та ознайомлення з довкіллям».